# Альзакола білоброва
Альзако́ла білоброва (Cercotrichas leucophrys) — вид горобцеподібних птахів родини мухоловкових (Muscicapidae). Мешкає в Східній, Центральній і Південній Африці.

## Опис

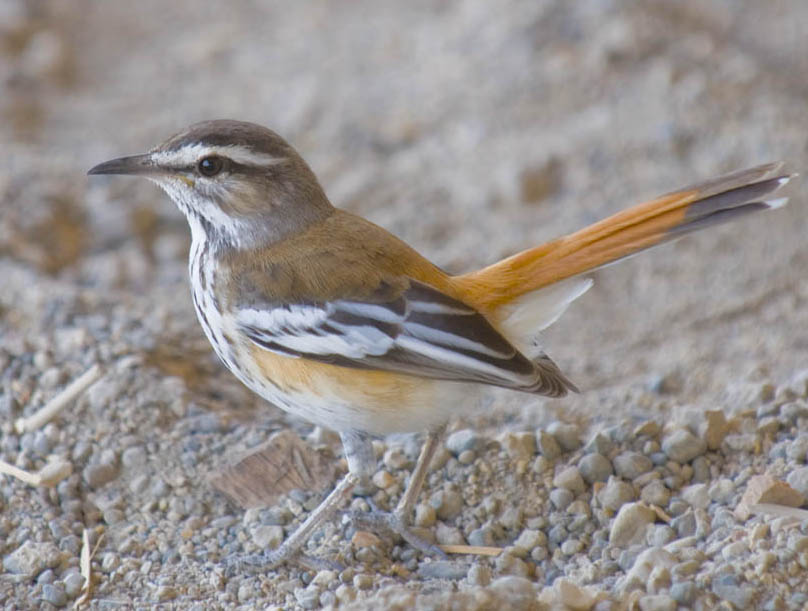
Білоброва альзакола (підвид C. l. zambesiana

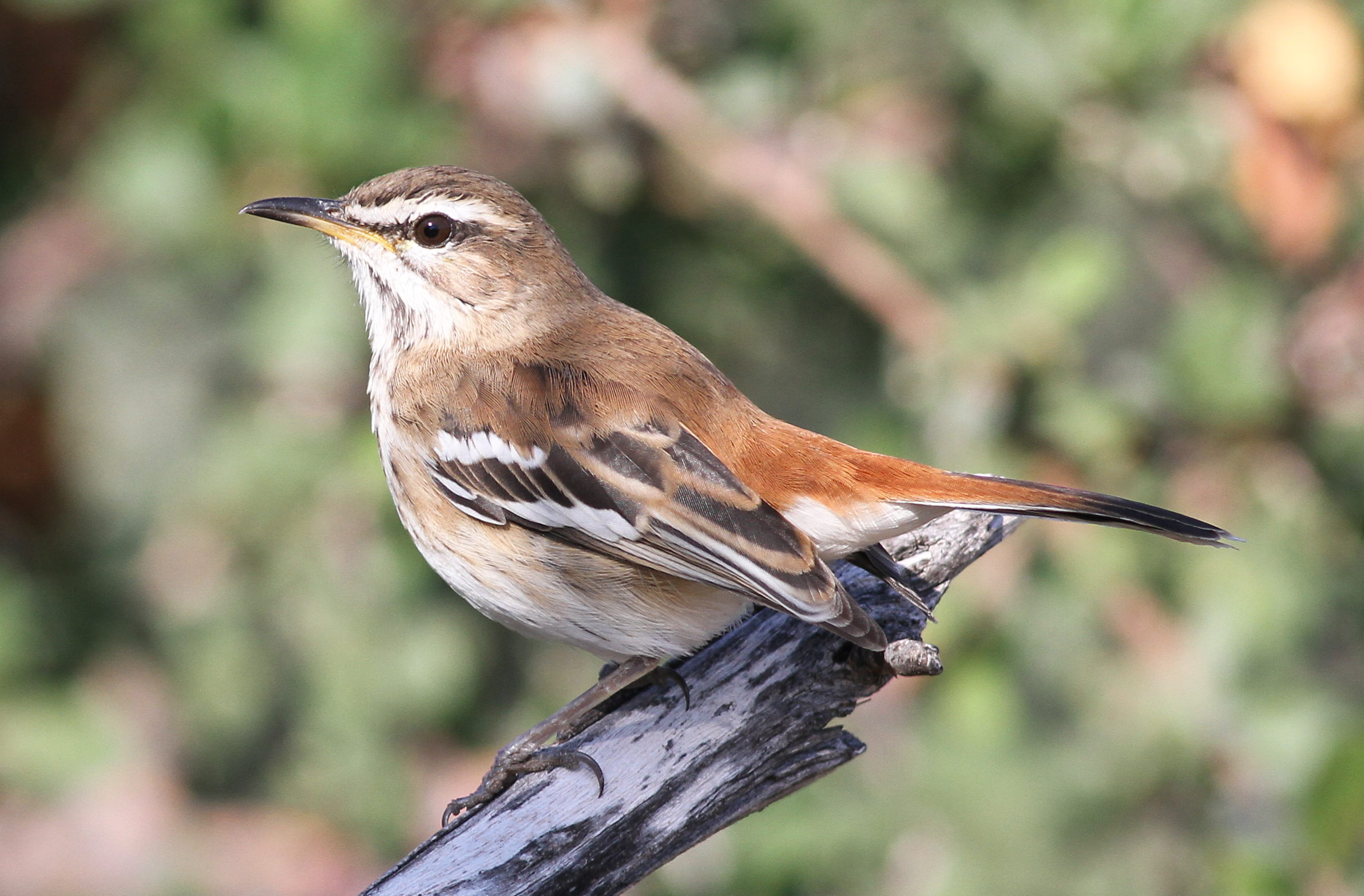
Білоброва альзакола (підвид C. l. leucophrys)

Довжина птаха становить 14-16,5 см. Виду не притаманний статевий диморфізм. Тім'я каштанове, оливково-коричневе або сірувато-коричневе. Над очима білі "брови". Крила темні, покривні пера на кінці білі. На грудях темні смуги, кількість яких різиться в залежності від підвиду. Груди і боки охристі, спина, в залежності від підвиду, коричнева, каштанова або руда. Забарвлення хвоста варіюється від сірувато-коричневого до рудого, ні кінці чорна смуга, кінчик білий.

## Підвиди
Виділяють дев'ять підвидів:
- C. l. leucoptera (Rüppell, 1845) — Південний Судан, Ефіопія, північ Сомалі і північ Кенії;
- C. l. eluta (Bowen, 1934) — південь Сомалі і північний захід Кенії (на південь до річки Тана);
- C. l. vulpina (Reichenow, 1891) — східна Кенія, центральна і східна Танзанія;
- C. l. brunneiceps (Reichenow, 1891) — центральна і південна Кенія, північна Танзанія, східна Уганда;
- C. l. sclateri (Grote, 1930) — центральна Танзанія;
- C. l. zambesiana (Sharpe, 1882) — від Південного Судану і півночі ДР Конго до північного Мозамбіку і сходу Зімбабве;
- C. l. munda (Cabanis, 1880) — від південного Габону до центральної Анголи і заходу ДР Конго;
- C. l. ovamboensis (Neumann, 1920) — від південної Анголи і північної Намібії до південно-західної Замбії і західного Зімбабве;
- C. l. leucophrys (Vieillot, 1817) — південь Зімбабве і Мозамбіку, північ і схід ПАР.

## Поширення і екологія
Білоброві альзаколи мешкають в Південному Судані, Ефіопії, Сомалі, Джибуті, Уганді, Руанді, Бурунді, Кенії, Танзанії, Демократичній Республіці Конго, Республіці Конго, Габоні, Анголі, Замбії, Зімбабве, Малаві, Мозамбіку, Намібії, Ботсвані, Есватіні і Південно-Африканській Республіці. Живуть в саванах, сухих тропічних лісах і чагарникових заростях, на полях і плантаціях, в садах. Зустрічаються на висоті до 1400 м над рівнем моря. Ведуть переважно осілий спосіб життя, за винятком крайнього півдня. Живляться комахами. зокрема термітами і мурахами, яких шукають на землі. Білоброві альзаколи є моногамними птахами, гніздяться влітку. Гніздо робиться з сухої трави, розміщується серед трави на висоті від 10 до 20 см над землею. В кладці 3 кремових з коричневими і пуропуровими плямками яйця розміром 20×14 мм. Насиджує лише самиця.